# كريس ألويسي
كريس ألويسي (بالإنجليزية: Chris Aloisi)‏ (21 فبراير 1981 في الولايات المتحدة - ) هو لاعب كرة قدم أمريكي في مركز الدفاع. لعب مع سان خوسيه إيرثكويكس ولوس أنجلوس غلاكسي وهيوستن دينامو وRochester Rhinos ‏ وLong Island Rough Riders ‏.

## وصلات خارجية
- كريس ألويسي على موقع الدوري الأمريكي (الإنجليزية)
- كريس ألويسي على موقع قاعدة بيانات كرة القدم.إي يو (الإنجليزية)